# Partidul pentru Argeș și Muscel
Partidul pentru Argeș și Muscel (PAM) a fost un partid politic regional înființat în 2015 de către fostul senator PDL Mircea Andrei. Partidul a fuzionat cu PER în 2020.
Partidul a participat pentru prima dată la alegerile locale din data de 5 iunie 2016, obținând un scor peste pragul electoral de 5%, respectiv 5,7%, astfel devenind primul partid regional care are un procent peste pragul electoral.

## Alegeri

### Alegeri locale
| An   | Voturi    | %     | Mandate   |
| ---- | --------- | ----- | --------- |
| 2016 | 1.184.018 | 23,11 | 2 / 39900 |

1. ↑  „PARTIDUL PENTRU ARGEȘ ȘI MUSCEL – înregistrat conform dispozițiilor sentinței civile nr. 45 P pronunțată de Tribunalul București – Secția a IV-a Civilă, în dosarul nr. 20156/3/2015, în ședința publică din data de 22.09.2015, definitivă prin neapelare la data de 04.11.2015” (PDF).
2. ↑   STATUTUL PARTIDULUI PENTRU ARGEȘ ȘI MUSCEL http://politici.weebly.com/partide/partidul-pentru-arges-si-muscel-pam STATUTUL PARTIDULUI PENTRU ARGEȘ ȘI MUSCEL Verificați valoarea |url= (ajutor). Lipsește sau este vid: |title= (ajutor)
3. ↑  Denisa Miron (1 februarie 2020). „Partidul Ecologist Român a fuzionat cu Partidul pentru Argeș și Muscel. PER devine magnet pentru foști lideri PD și PDL”. curierul.info.